# Anthony Geslin
Anthony Geslin (Alençon, 9 de juny de 1980) és un ciclista francès, professional des del 2002 al 2015. Les principals victòries han estat la París-Camembert de 2006 i la Fletxa Brabançona de 2009.
El 2005 guanyà la medalla de bronze al Campionat del Món de Madrid, per darrere de Tom Boonen i Alejandro Valverde.

## Palmarès
- 1998
  - 1r al Trofeu Karlsberg
- 2003
  - 1r al Critèrium des Espoirs
- 2004
  - 1r a la Ruta Adélie
- 2005
  - Vencedor d'una etapa el Circuit de Lorena
  - 3r al Campionat del Món de ciclisme en ruta
- 2006
  - 1r a la París-Camembert
- 2007
  - 1r al Trofeu dels Escaladors
- 2008
  - 1r al Tour de Doubs
- 2009
  - 1r a la Fletxa Brabançona

### Resultats al Tour de França
- 2005. 97è de la classificació general
- 2006. 88è de la classificació general
- 2007. 98è de la classificació general
- 2009. 119è de la classificació general
- 2010. 146è de la classificació general

### Resultats a la Volta a Espanya
- 2005. Abandona (18a etapa)
- 2006. Abandona (16a etapa)
- 2008. Abandona (10a etapa)